# 黄金戦士
黄金戦士（おうごんせんし）は、1998年6月ごろ、台湾にて確認された、ピン配列がSocket 7互換、コードがx86互換のCPUである。

21世紀に入ってから中国のネット通信販売サイトで販売されている魔改CPUについてもここで説明する。

## 概要
形状は、ダイ部に黄金色のヒートスプレッダが配置されており、往年のDEC Alphaを彷彿とさせる。
中身はモバイルMMX Pentiumプロセッサをピン配列変換基板に載せた（ぶら下げた）物となっている。
登場直後、あちこちのウェブサイトを賑わせ、知名度があるからか、同様のアプローチにて製作されたCPUアクセラレータ、CPUモジュールに対して「～～版黄金戦士」と呼ばれることがある。
（付記）
CPUソケットとしてSocket 7を採用したノートPCにおいて、黄金戦士と類似したCPUを標準搭載したモデルもあった。
- シャープ メビウスノート MN-370-X20

Tillamook 200MHz、ヒートスプレッダはアルミ製(銀色)の特殊形状部品で、基板裏側の金属部品との螺子留めによりコア(フィルムパッケージ)と圧接する形になっている。

## 魔改CPU
2019年頃、タオバオやアリババのネット通信販売サイトに登場した、主にBroadwellからKaby Lakeのモバイル向けCPUをLGA 1151のピン配列に変換する基板へ取り付けた改造CPU。動作には特定のマザーボードと改造BIOSが必要。
改造BIOSは主にASUS，ASRock，MSI，GIGABYTE，SuperMicro製のマザーボードに対応している。